# Liste der Teilnehmer der Festa Literária Internacional de Paraty
Diese Liste führt die Teilnehmer des brasilianischen Literaturfestivals Festa Literária Internacional de Paraty (FLIP):

## 2003
- Julian Barnes
- Don DeLillo
- Eric Hobsbawm
- Hanif Kureishi

## 2004
- José Eduardo Agualusa
- Martin Amis
- Arnaldo Angeli Filho
- Arnaldo Antunes
- Davi Arrigucci Jr.
- Margaret Atwood
- Paul Auster
- Geneviève Brisac
- Chico Buarque
- Raimundo Carrero
- Antônio Cícero
- Jeffrey Eugenides
- Isabel Fonseca
- Marcelino Freire
- Siri Hustvedt
- Adriana Lisboa
- José de Souza Martins
- Ian McEwan
- Pierre Michon
- Rosa Montero
- Sérgio Sant’Anna
- Pablo de Santis
- Moacyr Scliar
- Miguel Sousa Tavares
- Joca Reiners Terrón
- Colm Tóibín
- Caetano Veloso
- Luiz Vilela
- José Miguel Wisnik
- Ziraldo

## 2005
- Robert Alter
- Jon Lee Anderson
- Vilma Arêas
- Anthony Bourda
- Beatriz Bracher
- Paulo Henriques Britto
- Ronaldo Correia de Brito
- Evaldo Cabral de Mello
- Marina Colasanti
- João Fiho
- Luiz Alfredo Garcia-Roza
- David Grossman
- Arnaldo Jabor
- José Latour
- Isabel Lustosa
- Alberto Martins
- Pedro Rosa Mendes
- Alberto Mussa
- MV Bill
- Benedito Nunes
- Michael Ondaatje
- Orhan Pamuk
- José Luís Peixoto
- Claudia Roquette-Pinto
- Salman Rushdie
- Beatriz Sarlo
- Roberto Schwarz
- Jô Soares
- Luiz Eduardo Soares
- Ariano Suassuna
- Gonçalo M. Tavares
- Cristovão Tezza
- Antonio Carlos Viana
- Enrique Vila-Matas
- Jeanette Winterson

## 2006
- Luiz Antonio de Assis Brasil
- Eduardo de Assis Duarte
- Carlito Azevedo
- Mourid Barghouti
- Wilson Bueno
- Astrid Cabral
- Mário de Carvalho
- Alberto da Costa e Silva
- Alonso Cueto
- Myriam Fraga
- Fernando Gabeira
- Juliano Garcia Pessanha
- Philip Gourevitch
- Ferreira Gullar
- Uzodinma Iweala
- Nicole Krauss
- Ignácio de Loyola Brandão
- Christopher Hitchens
- André Laurentino
- Reinaldo Moraes
- Toni Morrison
- Lourenço Mutarelli
- Adélia Prado
- Maria Valéria Rezende
- Olivier Rolin
- Lillian Ross
- Jonathan Safran Foer
- Miguel Sanches Neto
- André Sant’Anna
- Marcos Siscar
- Ali Smith
- David Toscana
- José Miguel Wisnik
- Edmund White
- Benjamin Zephaniah
- Ondjaki
- Tariq Ali

## 2007
- César Aira
- Luiz Felipe de Alencastro
- Paulo Cesar de Araújo
- Guillermo Arriaga
- Mário Bortolotto
- Ishmael Beah
- Augusto Boal
- Bosco Brasil
- Ruy Castro
- J. M. Coetzee
- Fabrício Corsaletti
- Mia Couto
- Kiran Desai
- Jim Dodge
- Robert Fisk
- Rodrigo Fresán
- Cecilia Giannetti
- Ana Maria Gonçalves
- Nadine Gordimer
- Barbara Heliodora
- Arnaldo Jabor
- Maria Rita Kehl
- Dennis Lehane
- Paulo Lins
- Fernando Morais
- Amos Oz
- Ignacio Padilla
- Alan Pauls
- Leyla Perrone-Moisés Lobão
- Nuno Ramos
- Silviano Santiago
- Will Self
- Ahdaf Soueif
- Veronica Stigger
- Eduardo Tolentino
- Antônio Torres
- Lawrence Wright

## 2008
- Chimamanda Ngozi Adichie
- Vanessa Barbara
- Alessandro Baricco
- Pierre Bayard
- Contardo Calligaris
- Modesto Carone
- Luiz Fernando Carvalho
- Marcelo Coelho
- Roberto DaMatta
- Nathan Englander
- Guilherme Fiuza
- Emilio Fraia
- Neil Gaiman
- Misha Glenny
- Zoë Heller
- Martín Kohan
- Michel Laub
- Adriana Lunardi
- Carlos Lyra
- Ana Maria Machado
- Lorenzo Mammì
- Lucrecia Martel
- Cíntia Moscovich
- Rodrigo Naves
- João Gilberto Noll
- Cees Nooteboom
- Inês Pedrosa
- Richard Price
- Pepetela
- Vitor Ramil
- Sérgio Paulo Rouanet
- Élisabeth Roudinesco
- Xico Sá
- Ingo Schulze
- Roberto Schwarz
- David Sedaris
- Tom Stoppard
- Fernando Vallejo
- Humberto Werneck
- José Miguel Wisnik

## 2009
- António Lobo Antunes
- Davi Arrigucci Jr.
- Mario Bellatin
- Arnaldo Bloch
- Grégoire Bouillier
- Edna O’Brien
- Chico Buarque
- Sophie Calle
- Bernardo Carvalho
- Rafael Coutinho
- Richard Dawkins
- Anne Enright
- Eucanaã Ferraz
- Heitor Ferraz
- Angélica Freitas
- Rafael Grampá
- Milton Hatoum
- Ma Jian
- Rodrigo Lacerda
- Tatiana Salem Levy
- Catherine Millet
- Fábio Moon e Gabriel Bá
- Edson Nery da Fonseca
- Domingos de Oliveira
- Atiq Rahimi
- Sérgio Rodrigues
- Alex Ross
- James Salter
- Simon Schama
- Gay Talese
- Cristovão Tezza
- Zuenir Ventura
- Xinran

## 2010
- Luiz Felipe de Alencastro
- Isabel Allende
- Angela Alonso
- Ricardo Benzaquen
- William Boyd
- Beatriz Bracher
- Peter Burke
- Fernando Henrique Cardoso
- Ronaldo Correia de Brito
- Alberto da Costa e Silva
- Robert Crumb
- Robert Darnton
- Terry Eagleton
- Wendy Guerra
- Ferreira Gullar
- William Kennedy
- John Makinson
- José de Souza Martins
- Colum McCann
- Patrícia Melo
- Pauline Melville
- Reinaldo Moraes
- Benjamin Moser
- Azar Nafisi
- Edson Nery da Fonseca
- Maria Lúcia Garcia Pallares-Burke
- Salman Rushdie
- Carola Saavedra
- Moacyr Scliar
- Gilbert Shelton
- Lionel Shriver
- Hermano Vianna
- Abraham B. Yehoshua
- Berthold Zilly

## 2011
- Héctor Abad
- Gonzalo Aguilar
- Ignácio de Loyola Brandão
- Paulo Henriques Britto
- David Byrne
- Contardo Calligaris
- Marcia Camargos
- Antonio Candido
- Emmanuel Carrère
- Teixeira Coelho
- José Celso Martinez Corrêa
- Carol Ann Duffy
- James Ellroy
- Péter Esterházy
- Marcelo Ferroni
- John Freeman
- Enrique Krauze
- Claude Lanzmann
- valter hugo mãe
- Andrés Neuman
- Miguel Nicolelis
- Pola Oloixarac
- Caryl Phillips
- Luiz Felipe Pondé
- Laura Restrepo
- João Ubaldo Ribeiro
- João Cezar de Castro Rocha
- Joe Sacco
- Kamila Shamsie
- Edney Silvestre
- Michael Sledge
- Eduardo Sterzi
- Eduardo Vasconcellos
- José Miguel Wisnik

## 2012
- Arnaldo Angeli Filho (Angeli)
- Carlito Azevedo
- Carlos de Brito e Mello
- Dulce Maria Cardoso
- Fabrício Carpinejar
- João Anzanello Carrascoza
- Silvia Castrillón
- Javier Cercas
- Antonio Cicero
- Teju Cole
- Laerte Coutinho
- Roberto DaMatta
- Francisco Dantas
- Jennifer Egan
- Eucanaã Ferraz
- Rubens Figueiredo
- Jonathan Franzen
- Armando Freitas Filho
- Fernando Gabeira
- Stephen Greenblatt
- Jackie Kay
- Hanif Kureishi
- Dany Laferrière
- J. M. G. Le Clézio
- André de Leones
- Altair Martins
- Amin Maalouf
- Ian McEwan
- Suketu Mehta
- Alexandre Pimentel
- Ali Ahmad Said (Adonis)
- Silviano Santiago
- Antonio Carlos Secchin
- James Shapiro
- Gary Shteyngart
- Luiz Eduardo Soares
- Zoé Valdés
- Juan Gabriel Vásquez
- Zuenir Ventura
- Luis Fernando Verissimo
- Paloma Vidal
- Enrique Vila-Matas
- Alcides Villaça
- Alejandro Zambra

## 2013
- Aleksandar Hemon
- Alice Sant’Anna
- Ana Martins Marques
- Bruna Beber
- Cleonice Berardinelli
- Daniel Galera
- Dênis de Moraes
- Eduardo Coutinho
- Eduardo Souto de Moura
- Erwin Torralbo
- Francisco Bosco
- Geoff Dyer
- Gilberto Gil
- Jeanne-Marie Gagnebin
- Jérôme Ferrari
- John Banville
- John Jeremiah Sullivan
- José Luiz Passos
- Juan Pablo Villalobos
- Laurent Binet
- Lila Azam Zanganeh
- Lourival Holanda
- Lydia Davis
- Mamede Mustafa Jarouche
- Maria Bethânia
- Marina de Mello e Souza
- Milton Hatoum
- Miúcha
- Nelson Pereira dos Santos
- Nicolas Behr
- Paul Goldberger
- Paulo Scott
- Randal Johnson
- Roberto Calasso
- Sergio Miceli
- Timothy J. Clark
- Tales Ab’Saber
- Tamim Al-Barghouti
- Tobias Wolff
- Vladimir Safatle
- Wander Melo Miranda
- Zuca Sarda

## 2014
- Agnaldo Farias
- Almeida Faria
- Andrew Solomon
- Antonio Prata
- Bernardo Kucinski
- Beto Ricardo
- Cacá Diegues
- Cássio Loredano
- Charles H. Ferguson
- Charles Peixoto
- Claudia Andujar
- Claudius
- Daniel Alarcón
- Davi Kopenawa
- David Carr
- Edu Lobo
- Eduardo Viveiros de Castro
- Eleanor Catton
- Eliane Brum
- Elif Batuman
- Etgar Keret
- Fernanda Torres
- Francesco Dal Co
- Glenn Greenwald
- Graciela Mochkofsky
- Gregorio Duvivier
- Hubert (* 1960), Satiriker
- Jaguar, d. i. Sérgio Jaguaribe (* 1923), Cartoonist
- Jailson de Souza e Silva
- Jhumpa Lahiri
- Joël Dicker
- Jorge Edwards
- Juan Villoro
- Marcelo Gleiser
- Marcelo Rubens Paiva
- Mathieu Lindon
- Michael Pollan
- Mohsin Hamid
- Paula Miraglia
- Paulo Mendes da Rocha
- Paulo Varella
- Persio Arida
- Reinaldo (* 1952), Satiriker
- Rene Uren
- Sérgio Augusto
- Silviano Santiago
- Vladímir Sorókin

## 2015
- Alexandra Lucas Coelho
- Ana Luísa Escorel
- Antonio Risério
- Arnaldo Antunes
- Artur Ávila
- Ayelet Waldman
- Beatriz Sarlo
- Boris Fausto
- Carlos Augusto Calil
- Colm Tóibín
- David Hare
- Deocleciano Moura Faião
- Diego Vecchio
- Eduardo Giannetti
- Eduardo Jardim
- Edward Frenkel
- Eliane Robert Moraes
- Eucanaã Ferraz
- Geovani Martins
- Hermínio Bello de Carvalho
- Jorge Mautner
- José Miguel Wisnik
- José Ramos Tinhorão
- Karina Buhr
- Katjusch Hœ
- Leonardo Padura
- Marcelino Freire
- Mariano Marovatto
- Matilde Campilho
- Ngũgĩ wa Thiong’o
- Rafa Rocha
- Reinaldo Moraes
- Riad Sattouf
- Richard Flanagan
- Roberto Pompeu de Toledo
- Roberto Saviano
- Saša Stanišić
- Sidarta Ribeiro
- Sophie Hannah

## 2016
- Abud Said
- Álvaro Enrigue
- Annita Costa Malufe
- Armando Freitas Filho
- Arthur Japin
- Benjamin Moser
- Bill Clegg
- Caco Barcellos
- Christian Dunker
- Francisco Careri
- Gabriela Wiener
- Guto Lacaz
- Helen Macdonald
- Heloísa Buarque de Hollanda
- Henry Marsh
- Irvine Welsh
- João Paulo Cuenca
- Juliana Frank
- Karl Ove Knausgård
- Kate Tempest
- Kenneth Maxwell
- Laura Liuzzi
- Leonardo Fróes
- Lúcia Leitão
- Marcílio França Castro
- Maria Esther Maciel
- Marília Garcia
- Misha Glenny
- Patrícia Campos Mello
- Paula Sibilia
- Ramon Nunes Mello
- Ricardo Araújo Pereira
- Roberta Estrela D’Alva
- Sérgio Alcides
- Suzana Herculano-Houzel
- Swetlana Alexandrowna Alexijewitsch
- Tati Bernardi
- Valeria Luiselli
- Vilma Arêas
- Walter Carvalho

## 2017
- Adelaide Ivánova
- Alberto Mussa
- Ana Maria Gonçalves
- Ana Miranda
- André Mehmari
- André Vallias
- Antonio Arnoni Prado
- Beatriz Resende
- Carlos Nader
- Carol Rodrigues
- Conceição Evaristo
- Deborah Levy
- Diamela Eltit
- Djaimilia Pereira de Almeida
- Edimilson de Almeida Pereira
- Felipe Botelho Corrêa
- Felipe Hirsch
- Frederico Lourenço
- Grace Passô
- Guilherme Gontijo Flores
- Jacques Fux
- João José Reis
- Josely Vianna Baptista
- Julián Fuks
- Lázaro Ramos
- Leila Guerriero
- Lilia Schwarcz
- Luaty Beirão
- Luciana Hidalgo
- Luiz Antonio Simas
- Maria Valéria Rezende
- Marlon James
- Natalia Borges Polesso
- Noemi Jaffe
- Patrick Deville
- Paul Beatty
- Pilar del Río
- Prisca Agustoni
- Ricardo Aleixo
- Scholastique Mukasonga
- Sjón
- William Finnegan

## 2018
- Alain Mabanckou
- André Aciman
- Bell Puã
- Christopher de Hamel
- Colson Whitehead
- Djamila Ribeiro
- Eder Chiodetto
- Eliane Robert Moraes
- Fabio Pusterla
- Franklin Carvalho
- Gabriela Greeb
- Geovani Martins
- Gustavo Pacheco
- Iara Jamra
- Igiaba Scego
- Isabela Figueiredo
- Jocy de Oliveira
- Júlia de Carvalho Hansen
- Juliano Garcia Pessanha
- Laura Erber
- Leila Slimani
- Lígia Ferreira
- Liudmila Petruchévskaia
- Maria Teresa Horta
- Reuben da Rocha
- Ricardo Domeneck
- Selva Almada
- Sérgio Sant’Anna
- Simon Sebag Montefiore
- Thereza Maia
- Vasco Pimentel
- Zeca Baleiro

## 2019
Quelle:
- Adriana Calcanhotto
- Ailton Krenak
- Amyr Klink
- Aparecida Vilaça
- Ayelet Gundar-Goshen
- Ayobami Adebayo
- Braulio Tavares
- Carmen Maria Machado
- Cristina Serra
- David Wallace-Wells
- Gaël Faye
- Grace Passô
- Grada Kilomba
- Guilherme Wisnik
- Ismail Xavier
- Jarid Arraes
- José Celso Martinez Corrêa
- José Miguel Wisnik
- José Murilo de Carvalho
- Kalaf Epalanga
- Karina Sainz Borgo
- Kirsten Roupenian
- Marcela Cananéa
- Marcelo D'Salete
- Mariana Enriquez
- Marilene Felinto
- Maureen Bisilliat
- Miguel Del Castillo
- Miguel Gomes
- Nuno Grande
- Sheila Heti
- Sidarta Ribeiro
- Walnice Nogueira Galvão

## 2020
Quelle:
- Ana Paula Maia
- Bernardine Evaristo
- Caetano Veloso
- Chigozie Obioma
- Danez Smith
- Eileen Myles
- Elisa Pereira
- Fernando Alcantara
- Itamar Vieira Junior
- Jeferson Tenório
- Jota Mombaça
- Lilia Schwarcz
- Luz Ribeiro
- Marcello Alcantara
- Nathalia Leal
- Paul B. Preciado
- Pilar Quintana
- Regina Porter
- Rodrigo Ciríaco
- Stephanie Borges